# Amphicoma jucunda
Amphicoma jucunda is een keversoort uit de familie Glaphyridae. De wetenschappelijke naam van de soort is voor het eerst geldig gepubliceerd in 1938 door Arrow.